# Парк Планти ім. Флоріана Новацького (Краків)
Планти ім. Флоріана Новацького (пол. Planty im. Floriana Nowackiego) – найстаріший парк у Подґуже (нині дільниця Кракова), розташований біля впадіння річки Вільга у річку Вісла, між вулицями Владислава Варненчика, Сокольської, Кароли Роллего, Яна Длугоша на площі Еміля Серковського.
З'явився у 1868—1888 роках з ініціативи Флоріана Новацького, мера міста Подґуже та громадського діяча, на місці засипаного середньовічного королівського ставу.
У парку встановлено 1898 року обеліск на честь Максиміліана Мусяла-Новицького — зоолога, професора Ягеллонського університету, дослідника флори і фауни Татр, піонера охорони природи в Польщі, співзасновника Татранського товариства, фундатора Національного рибальського товариства в Кракові у 1879 року — першої польської рибальської організації.

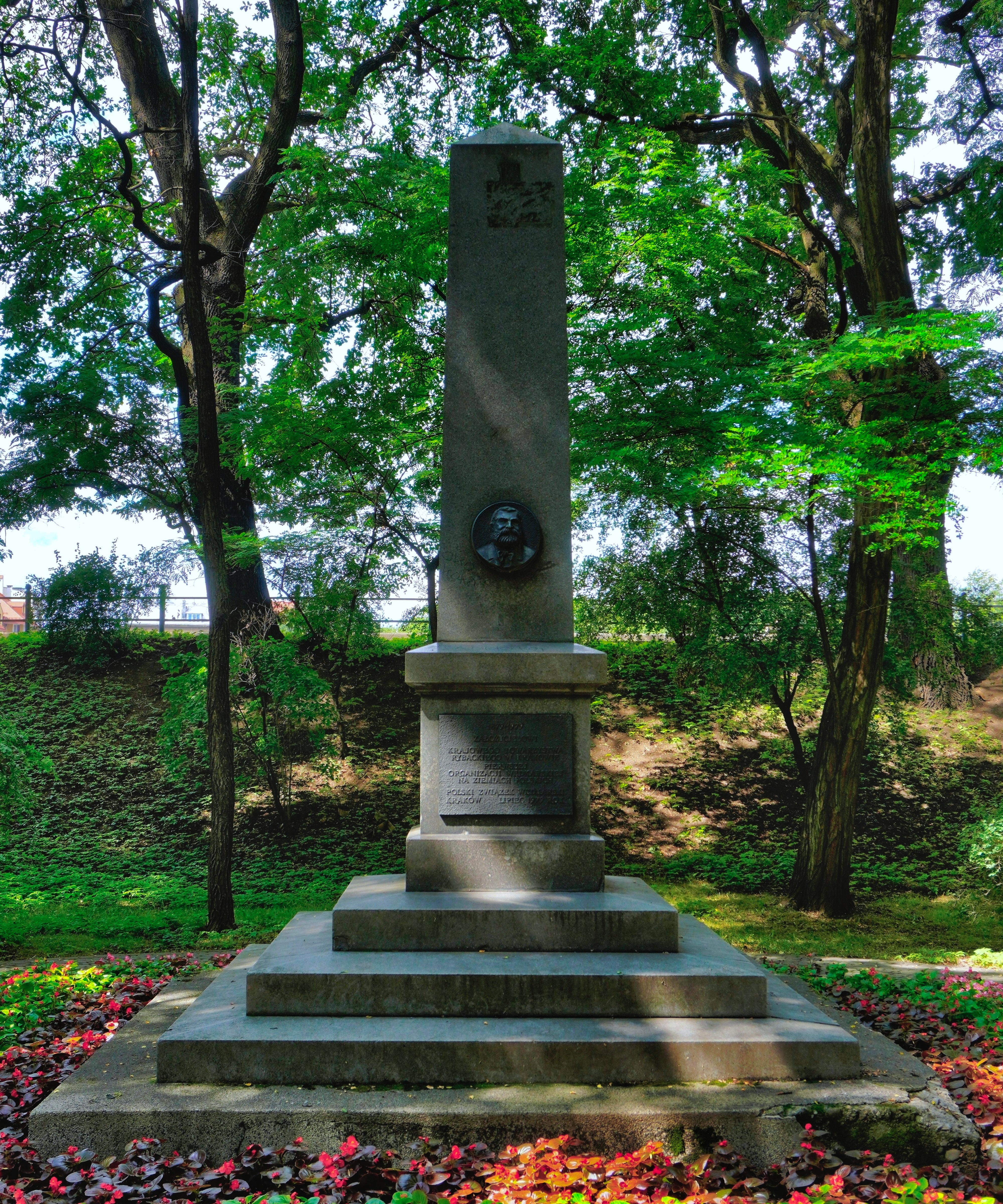
Обеліск Максиміліана Мусяла-Новицького
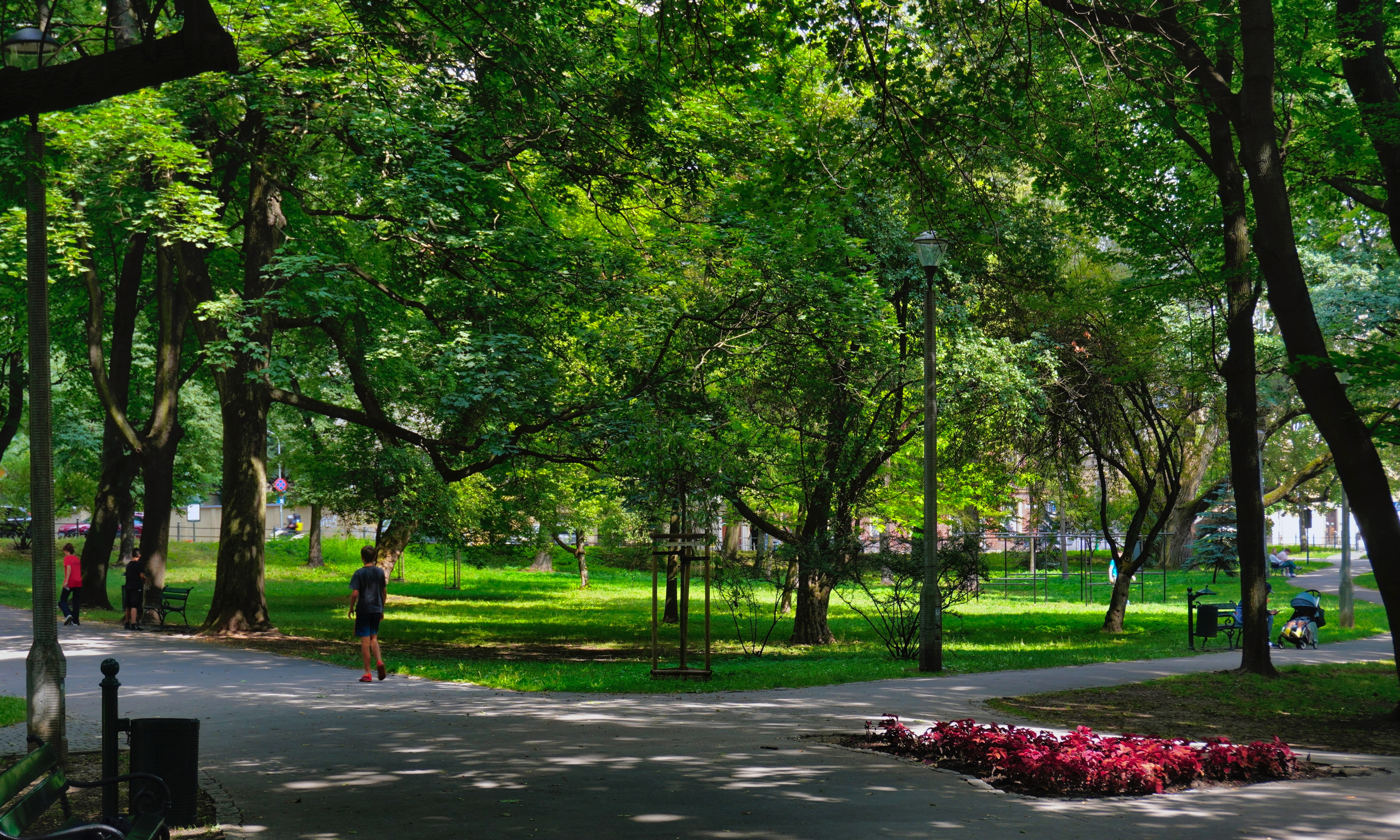
Загальний вигляд на всхід